# Estructura gruesa
En los campos matemáticos de la geometría y de la topología, una estructura gruesa en un conjunto X es una colección de subconjuntos del producto cartesiano X × X con ciertas propiedades que permiten definir la estructura a gran escala de espacios métricos y de espacios topológicos.
El objeto de estudio tradicional de la geometría y de la topología es la estructura a pequeña escala del espacio: propiedades como la continuidad de una función dependen de si las imágenes inversas de pequeños conjuntos abiertos, o entornos, son en sí mismas abiertas. Las propiedades a gran escala de un espacio, como el carácter de acotado o los grados de libertad del espacio, no dependen de dichas características. La geometría gruesa y la topología gruesa proporcionan herramientas para medir las propiedades a gran escala de un espacio, y así como una métrica o una topología contienen información sobre la estructura a pequeña escala de un espacio, una estructura gruesa contiene información sobre sus propiedades a gran escala.
Más concretamente, una estructura gruesa no es el análogo a gran escala de una estructura topológica, sino de una estructura uniforme.

## Definición
Una estructura gruesa
en un conjunto {\displaystyle X} es una colección {\displaystyle \mathbf {E} } de subconjuntos de {\displaystyle X\times X} (por lo tanto, cae bajo la categorización más general de relación binaria en {\displaystyle X}) llamados conjuntos controlados,
y para que {\displaystyle \mathbf {E} } posea la relación identidad, se cierra tomando subconjuntos, inversos y finitos. sindicatos, y está cerrado bajo la composición de relaciones. Explícitamente:
1. Identidad/diagonal:
Diagonal {\displaystyle \Delta =\{(x,x):x\in X\}} es miembro de {\displaystyle \mathbf {E} }: la relación de identidad.
2. Cerrada bajo la toma de subconjuntos:
Si {\displaystyle E\in \mathbf {E} } y {\displaystyle F\subseteq E,} entonces {\displaystyle F\in \mathbf {E} .}
3. Cerrada tomando inversas:
Si {\displaystyle E\in \mathbf {E} }, entonces la inversa (o transpuesta) {\displaystyle E^{-1}=\{(y,x):(x,y)\in E\}} es miembro de {\displaystyle \mathbf {E} }: la relación inversa.
4. Cerrada bajo la toma de uniones:
Si {\displaystyle E,F\in \mathbf {E} } entonces su unión {\displaystyle E\cup F} es miembro de {\displaystyle \mathbf {E} .}
5. Cerrada bajo composición:
Si es {\displaystyle E,F\in \mathbf {E} }, entonces su producto {\displaystyle E\circ F=\{(x,y):{\text{ existe }}z\in X{\text{ tal que }}(x,z)\in E{\text{ y }}(z,y)\in F\}} es miembro de {\displaystyle \mathbf {E} }: composición de relaciones.

Un conjunto {\displaystyle X} dotado de una estructura gruesa {\displaystyle \mathbf {E} } es un espacio grueso.

Para un subconjunto {\displaystyle K} de {\displaystyle X,} el conjunto {\displaystyle E[K]} se define como {\displaystyle \{x\in X:(x,k)\in E{\text{ para algunos }}k\in K\}.} Se define la sección
de {\displaystyle E} por {\displaystyle x} como el conjunto {\displaystyle E[\{x\}],} también denotado como {\displaystyle E_{x}.} El símbolo {\displaystyle E^{y}} denota el conjunto {\displaystyle E^{-1}[\{y\}].} Estas son formas de proyecciones.
Se dice que un subconjunto {\displaystyle B} de {\displaystyle X} es un conjunto acotado
si {\displaystyle B\times B} es un conjunto controlado.

### Intuición
Los conjuntos controlados son conjuntos "pequeños", o "conjuntos negligibles": un conjunto {\displaystyle A} tal que {\displaystyle A\times A} esté controlado es negligible, mientras que una función {\displaystyle f:X\to X} tal que su grafo esté controlado está "cerca" de la identidad. En la estructura gruesa acotada, estos conjuntos son los conjuntos acotados, y las funciones son las que están a una distancia finita de la identidad en métrica uniforme.

## Aplicaciones gruesas
Dado un conjunto {\displaystyle S} y una estructura gruesa {\displaystyle X,} se dice que las aplicaciones {\displaystyle f:S\to X} y {\displaystyle g:S\to X} son cerradas
si {\displaystyle \{(f(s),g(s)):s\in S\}} es un conjunto controlado.
Para estructuras gruesas {\displaystyle X} e {\displaystyle Y,} se dice que {\displaystyle f:X\to Y} es una aplicación gruesa
 si para cada conjunto acotado {\displaystyle B} de {\displaystyle Y} el conjunto {\displaystyle f^{-1}(B)} está acotado en {\displaystyle X} y para cada conjunto controlado {\displaystyle E} de {\displaystyle X} el conjunto {\displaystyle (f\times f)(E)} está controlado en {\displaystyle Y.} Se dice que {\displaystyle X} e {\displaystyle Y} son gruesamente equivalentes
si existen aplicaciones gruesas {\displaystyle f:X\to Y} y {\displaystyle g:Y\to X} tales que {\displaystyle f\circ g} esté cerca de {\displaystyle \operatorname {id} _{Y}} y {\displaystyle g\circ f} esté cerca de {\displaystyle \operatorname {id} _{X}.}

## Ejemplos
- Una estructura gruesa acotada

en un espacio métrico {\displaystyle (X,d)} es la colección {\displaystyle \mathbf {E} } de todos los subconjuntos {\displaystyle E} de {\displaystyle X\times X}, de modo que {\displaystyle \sup _{(x,y)\in E}d(x,y)} es finito. Con esta estructura, el retículo entero {\displaystyle \mathbb {Z} ^{n}} es aproximadamente equivalente al espacio euclídeo {\displaystyle n}-dimensional.
- Un espacio {\displaystyle X} donde {\displaystyle X\times X} está controlado se denomina espacio acotado.

Un espacio así equivale aproximadamente a un punto. Un espacio métrico con la estructura gruesa acotada está acotado (como un espacio grueso) si y solo si está acotado (como un espacio métrico).
- La estructura gruesa trivial solo consta de la diagonal y sus subconjuntos. En esta estructura, una aplicación es una equivalencia aproximada si y solo si es una biyección (de conjuntos).
- estructura gruesa {\displaystyle C_{0}}

en un espacio métrico {\displaystyle (X,d)} es la colección de todos los subconjuntos {\displaystyle E} de {\displaystyle X\times X} tal que para todo {\displaystyle \varepsilon >0} hay un conjunto compacto {\displaystyle K} de {\displaystyle E} tal que {\displaystyle d(x,y)<\varepsilon } para todo {\displaystyle (x,y)\in E\setminus K\times K.} Alternativamente, la colección de todos los subconjuntos {\displaystyle E} de {\displaystyle X\times X} tal que {\displaystyle \{(x,y)\in E:d(x,y)\geq \varepsilon \}} es compacto.
- Estructura gruesa discreta

en un conjunto {\displaystyle X} consta de la diagonal {\displaystyle \Delta } junto con los subconjuntos {\displaystyle E} de {\displaystyle X\times X} que contienen solo un número finito de puntos {\displaystyle (x,y)}) fuera de la diagonal.
- Si {\displaystyle X} es un espacio topológico, entonces estructura gruesa no discreta

en {\displaystyle X} consta de todos los subconjuntos propios de {\displaystyle X\times X,} es decir, todos los subconjuntos {\displaystyle E}) de modo que {\displaystyle E[K]} y {\displaystyle E^{-1}[K]} son relativamente compactos siempre que {\displaystyle K} sea relativamente compacto.